# FIBA Liga das Américas 2009–10
A FIBA Liga das Américas 2009/2010 é a terceira edição do torneio da principal competição de basquetebol do continente.

## Locais

### Zona Norte
- México: 4 equipes.
- Panamá: 1 equipe.
- Porto Rico: 1 equipe.

### Zona Sul
- Argentina: 4 equipes.
- Brasil:  4 equipes.
- Uruguai: 1 equipe.
- Venezuela: 1 equipe.

## Grupos
| Grupo A           | Grupo B                 | Grupo C          | Grupo D           |
| ----------------- | ----------------------- | ---------------- | ----------------- |
| Atenas            | Capitanes de Arecibo    | Halcones Xalapa  | Halcones Córdoba  |
| Minas             | Espartanos de Margarita | Joinville BA     | Navieros de Colón |
| Quimsa            | Flamengo                | Malvín           | Peñarol           |
| Soles de Mexicali | Halcones Rojos          | Obras Sanitarias | Lobos Brasília    |

## Quadrangular final
O Quadrangular Final reuniu os vencedores dos quatro grupos e foi jogado em Mar del Plata, tendo sagrado-se campeão o Club Atlético Peñarol, da Argentina.
| Pos. | Equipe                  | Pts | PJ | PG | PP | PF  | PC  | Dif |
| ---- | ----------------------- | --- | -- | -- | -- | --- | --- | --- |
| 1.   | Club Atlético Peñarol   | 6   | 3  | 3  | 0  | 272 | 222 | +50 |
| 2.   | Espartanos de Margarita | 4   | 3  | 1  | 2  | 222 | 236 | -14 |
| 3.   | Halcones UV Xalapa      | 4   | 3  | 1  | 2  | 272 | 272 | 0   |
| 4.   | Quimsa                  | 4   | 3  | 1  | 2  | 221 | 257 | -36 |

| Fecha                  | Hora² | Partido¹                | Partido¹ | Partido¹                |
| ---------------------- | ----- | ----------------------- | -------- | ----------------------- |
| 4 de fevereiro de 2010 | 20:30 | Halcones UV Xalapa      | 99 - 101 | Quimsa                  |
| 4 de fevereiro de 2010 | 22:40 | Club Atlético Peñarol   | 92 - 73  | Espartanos de Margarita |
| 5 de fevereiro de 2010 | 20:00 | Espartanos de Margarita | 78 - 82  | Halcones UV Xalapa      |
| 5 de fevereiro de 2010 | 22:00 | Quimsa                  | 58 - 87  | Club Atlético Peñarol   |
| 6 de fevereiro de 2010 | 20:00 | Quimsa                  | 62 - 71  | Espartanos de Margarita |
| 6 de fevereiro de 2010 | 22:00 | Club Atlético Peñarol   | 93 - 91  | Halcones UV Xalapa      |

- (¹) -  Todos no Polideportivo Islas Malvinas, Mar del Plata, Argentina.
- (²) -  Hora local de Mar del Plata.

## Premiação
| FIBA Liga das Américas 2009–10            |
| Argentina                                 |
| ----------------------------------------- |
| Club Atlético Peñarol Campeão (2º título) |